# Frank Braam
Frank Braam (Engels: Frank Bryce) (1917- Havermouth 1994) is een personage uit de Harry Potterboekenreeks van de Britse schrijfster J.K. Rowling. Hij is een niet-magisch persoon, een "Dreuzel" genaamd.
Braam, een oorlogsveteraan, is de tuinman van de familie Vilijn. Na de onverklaarbare dood van de voltallige familie Vilijn wordt Braam ervan beschuldigd de moordenaar te zijn. Hij houdt echter vol dat hij die dag alleen een hem onbekende jongen van rond de zestien jaar in de buurt heeft gezien. Niemand buiten Braam kan dit bewijzen dus hij wordt een leugenaar genoemd.
Na het sectierapport van de dood van de familie Vilijn moet de politie Braam laten gaan omdat de familie Vilijn niet vermoord lijkt te zijn. Het enige dat de artsen opvalt is dat ze alle drie een uitdrukking van doodsangst op hun gelaat hebben: het lijkt erop dat ze zich letterlijk zijn doodgeschrokken. Eigenlijk was de doodsoorzaak wél bekend bij het Ministerie, maar aangezien Havermouth een Dreuzeldorp is kon men niet zeggen dat het het hier ging om een magische moord door Marten Asmodom Vilijn (Voldemort). Morfin Mergel draaide uiteindelijk (onterecht) op voor de drievoudige moord in Villa Vilijn.
De Vilijnen worden begraven op het kerkhof van Havermouth, waar ze woonden, en Braam blijft aan als tuinman. Hij woont in het kleine tuinmanshuisje op het terrein van het huis.
De eerste familie die het huis kocht gaf het al snel op, omdat ze vonden dat het huis een griezelige sfeer had. De tweede man kocht het huis wegens belastingtechnische redenen, die onbekend waren; hij betaalde Braam goed voor zijn werk.
Buurtkinderen die denken dat Braam een moordenaar is vernielen het huis en het gazon regelmatig. Braam kan ze niet achternagaan, omdat hij een stijf been aan de oorlog heeft overgehouden. Hij is ook aan één oor doof. Dus wanneer hij op een nacht wakker wordt en licht ziet branden in Villa Vilijn, denkt hij dat "die rotkinderen" weer ingebroken hebben. Als hij echter in het huis is, hoort hij een conversatie tussen Wormstaart en Voldemort.
Braam blijkt getuige te zijn van de discussie over hoe ze Harry Potter kunnen vermoorden.
Nagini, de slang van Voldemort, zegt tegen Voldemort dat er iemand afluistert. Voldemort roept Braam binnen, en vermoordt hem direct.
Ten tijde van deze gebeurtenis ligt Harry te slapen in zijn slaapkamer aan de Ligusterlaan. Hij "ziet" in zijn droom wat er gebeurt met Frank Braam, als een soort visioen. Het blijkt de eerste van meerdere gelegenheden waarin Harry gebeurtenissen ziet door de ogen van Voldemort (zie ook het artikel over het boek Harry Potter en de Vuurbeker).